# Зелена насекомоядна чинка
Зелената насекомоядна чинка, още чинка мухоловка (Certhidea olivacea), е вид птица от семейство Тангарови (Thraupidae).

## Разпространение и местообитание
Тя е един от видовете Дарвинови чинки и е ендемичен вид срещащ се на Галапагоските острови. Нейните естествени местообитания са тропическите и субтропическите райони характеризиращи се със суха горска и храстова растителност.